# Europsko prvenstvo u košarci za žene – Bugarska 1989.
Europsko prvenstvo u košarci za žene 1989. godine održalo se u Bugarskoj 1989. godine.